# Niederwillingen
Niederwillingen is een  dorp in de Duitse gemeente Stadtilm in het Ilm-Kreis in Thüringen. Het dorp wordt voor het eerst vermeld in een oorkonde uit 1286.

## Geschiedenis
In 1996 werd het dorp deel van de toen gevormde gemeente Ilmtal, die op 6 juli 2018 opging in de gemeente Stadtilm.